# Sydney (LGA)
City of Sydney is een Local Government Area (LGA) in Australië in de staat New South Wales en omvat het centrum van de stad Sydney. City of Sydney telt 177.920 inwoners. De hoofdplaats is Sydney Central Business District.